# 朱训德
朱训德（1954年或1955年6月—），男，湖南湘潭人，中国画家，湖南师范大学美术学院院长，教授、博士生导师，曾任湖南省文学艺术界联合会副主席，湖南省美术家协会主席。